# Biophytum nyikense
Biophytum nyikense là một loài thực vật có hoa trong họ Chua me đất. Loài này được Exell mô tả khoa học đầu tiên năm 1961.